# Agapé (album de Shy'm)
Pour l’article homonyme, voir Agape.
Albums de Shy'm
Héros
(2017)
Singles
1. La Go
Sortie : 24 décembre 2018
2. Absolem
Sortie : 25 janvier 2019
3. Puerto Rico / Amiants
Sortie : 1er mars 2019
4. Olé Olé
Sortie : 7 mai 2019
5. Sourire
Sortie : 18 juin 2019

Agapé est le septième album studio de la chanteuse française Shy'm, sorti le 26 avril 2019 sous le label Warner Music France. Mélangeant pop, R&B et influences urbaines, cet album marque un tournant dans la carrière de l’artiste, qui y explore de nouveaux styles musicaux et collabore avec plusieurs artistes du rap et de la scène urbaine.

## Contexte et production
Après la sortie de son précédent album Héros en 2017, Shy’m prend une direction artistique différente avec Agapé. L’album est influencé par ses origines et son parcours musical, abordant des thèmes plus personnels et introspectifs. La chanteuse décrit cet opus comme le disque le plus sombre et le plus personnel de sa carrière car il s’agit d’une plongée brute dans les coulisses de sa vie personnelle et artistique. Le titre Agapé, qui signifie « amour inconditionnel » en grec ancien, reflète cette évolution artistique et émotionnelle.
Pour la première fois dans la carrière de la chanteuse, Cyril Kamar et Louis Côté n'interviennent pas dans la production, ni même à l'écriture et sont remplacé par Tefa en tant que producteur exécutif. 
L’album se distingue par des collaborations avec plusieurs artistes du rap et de la musique urbaine dont Vegedream, Jok’Air, L'Algérino, Brav, Kayna Samet, Chilla, Youssoupha et Kemmler. Les sonorités varient entre pop urbaine, R&B et trap, marquant une rupture avec ses précédents albums plus orientés vers la variété française et la dance-pop.

## Sortie
Le nom de l’album a été annoncé en prime-time le 1er décembre 2018 sur le plateau de Danse avec les Stars juste après un medley de ses plus gros titres afin de lancer l'Agapé Tour, une tournée "à l'américaine" accompagnée de nombreux danseurs.
L’album est précédé par plusieurs singles. La Go paraît officiellement le 24 décembre 2018 à la suite d'un leak du titre le 17 décembre 2018 et Absolem, sorti le 25 janvier 2019, qui dévoile une facette plus sombre et moderne de Shy’m. Les deux lead singles Puerto Rico et Amiants, lancés le 1er mars 2019, confirment cette nouvelle direction musicale.
Le 22 mars 2019, Shy'm révèle sur les reseaux sociaux la pochette de son nouvel album, dont la sortie est programmé le 26 avril 2019. La chanteuse y apparaît la tête levée vers le ciel, les yeux fermés dans un décor fait de fleurs, de grillages et de plaques.
Une semaine après la sortie de l’album dans les bacs, Shy’m lance un cinquième single, Olé Olé le 7 mai 2019. Un dernier single, Sourire, sort le 18 juin 2019.

## Promotion

### Les représentations en direct
Outre de simples interventions pour promouvoir l'album Agapé, Shy’m a également effectué plusieurs représentations sur plusieurs plateaux télé. Le 14 mars 2019, elle fait une apparition au studio de danse LAX Dance Studio où les élèves dansent sur son lead single Puerto Rico et effectue une partie de la chorégraphie à leurs côtés. La première représentation publique du lead single Puerto Rico en duo avec Vegedream se fait sur le plateau de TPMP sur C8 le 9 avril 2019. Elle interprétera le titre également sur TF1 le 15 juin 2019 lors de l’émission La Chanson de l'année et le 22 juin 2019 sur Radio Contact. Le 7 mai 2019, elle interprète le single Olé Olé avec les chanteuses Kayna Samet et Chilla dans l’émission C à vous sur France 5 ainsi que sur la radio Skyrock le 5 juillet 2019.  Le 26 mai 2019, sur le plateau de On n'est pas couché sur France 2, elle interprète une version acoustique du titre Agapé. Elle apparaît dans deux émissions télé de TF1. Tout d’abord La Chanson Challenge, le 17 août 2019, où elle interprète Wannabe des Spice Girls puis le 15 septembre 2019 sur le plateau de La Chanson secrète pour interpréter Si, maman si et Puerto Rico. Enfin, elle est présente le 31 décembre 2019 sur le plateau de La Chanson française fête le 31 sur France 2 pour interpréter en duo avec Corine Je danse le Mia et Simple et funky.

### Agapé Tour
Afin de promouvoir son nouvel album, Shy’m monte un nouveau show urbain avec danseurs et choristes et tourne sur onze dates dans des Zéniths et huit dates en festival.

## Réception critique et publique
Agapé reçoit des éloges de la critique, saluant son audace et son ouverture à de nouveaux genres. Azapmedia cite : « Sur cet album, on retrouve une Shy’m plus intime que jamais. A part quelques sons pour faire la fiesta, la plupart des morceaux sont assez mélancoliques. L’interprète de Et Alors ! revient sur ses déceptions amoureuses, ses regrets et sa relation compliquée avec la célébrité. Le tout sur des instrus de rap actuel. Un style qui se rapproche fort de ce qu’elle a pu faire au début de sa carrière. Quel bon retour aux sources pour Shy’m ! »
L’accueil du public est globalement positif, et l’album se classe à la douzième place des meilleures ventes en France lors de sa sortie.

## Classement
| Classement (2019) | Meilleure position |
| ----------------- | ------------------ |
| France(TL)        | 12                 |
| France (Physique) | 13                 |
| France            | 20                 |
| Belgique          | 26                 |
| Suisse            | 93                 |
| Suisse romande    | 21                 |

## Liste des titres
| 1.  | Agapé                                | Kayna Samet & Jok'Air         | 4:11 |
| 2.  | Puerto Rico (Feat. Vegedream)        | Kayna Samet & Vegedream       | 3:11 |
| 3.  | Amiants (Feat. Jok'Air)              | Kayna Samet & Jok'Air         | 4:14 |
| 4.  | Du mal                               | Kemmler                       | 3:24 |
| 5.  | L'Amour à l'envers                   | Youssoupha                    | 3:02 |
| 6.  | Sourire (Feat. L'Algérino)           | Kemmler & Tolec Mehdi         | 3:44 |
| 7.  | La Go                                | Tefa & Kemmler                | 3:28 |
| 8.  | Déteste-moi (Feat. Brav)             | Kayna Samet & Jok'Air         | 2:46 |
| 9.  | Mon cœur qui saigne                  | Tefa                          | 3:46 |
| 10. | Si je tombe                          | Tefa                          | 3:09 |
| 11. | Je m'en vais                         | Tefa                          | 2:58 |
| 12. | Ole Ole (Feat. Kayna Samet & Chilla) | Chilla, Kayna Samet & Gros Mo | 3:51 |
| 13. | Absolem (Feat. Youssoupha & Kemmler) | Youssoupha, Brav & Kemmler    | 8:51 |